# A New World Record
A New World Record — музичний альбом гурту Electric Light Orchestra. Виданий у жовтні 1976 року лейблом Jet Records, Sony Records. Загальна тривалість композицій становить 36:20.

## Список пісень
Всі пісні написані Джеффом Лінном.

### Сторона 1
| #  | Назва                      | Тривалість |
| -- | -------------------------- | ---------- |
| 1. | «Tightrope»                |            |
| 2. | «Telephone Line»           |            |
| 3. | «Rockaria!»                |            |
| 4. | «Mission (A World Record)» |            |

### Сторона 2
| #  | Назва              | Тривалість |
| -- | ------------------ | ---------- |
| 1. | «So Fine»          |            |
| 2. | «Livin' Thing»     |            |
| 3. | «Above the Clouds» |            |
| 4. | «Do Ya»            |            |
| 5. | «Shangri-La»       |            |

## Хіт-паради
| Країна          | Peak chart position |
| --------------- | ------------------- |
| Австралія       | 1                   |
| Канада          | 1                   |
| Швеція          | 1                   |
| Нова Зеландія   | 4                   |
| США             | 5                   |
| Велика Британія | 6                   |
| Іспанія         | 6                   |
| Австрія         | 9                   |
| Норвегія        | 9                   |
| Японія          | 60                  |